# Monika Bohinec
Monika Bohinec (geboren 1979) ist eine slowenisch-österreichische Opernsängerin der Stimmlage Mezzosopran und Ensemblemitglied der Wiener Staatsoper.

## Leben
Bohinec studierte Gesang am Mozarteum in Salzburg und an der Universität für Musik und darstellende Kunst Wien bei Claudia Visca.
Ihr Operndebüt gab sie 2006 als Clarissa in Prokofjews Die Liebe zu den drei Orangen an der Slowenischen Staatsoper. An das erste Haus ihres Heimatlandes kehrt sie regelmäßig zurück, als Carmen, als Kontschkowna in Fürst Igor oder als Suzuki in Madama Butterfly. Von 2009 bis 2011 war sie Ensemblemitglied des Nationaltheaters Mannheim, wo sie unter anderem als Carmen, Suzuki, Giulietta in Les Contes d'Hoffmann und Ulrica in Un ballo in maschera zu sehen und zu hören war. Seit 2011 gehört Bohinec dem Ensemble der Wiener Staatsoper an, wo sie bisher – neben Suzuki, Ulrica, Eboli, Azucena, Jezibaba, Fremde Fürstin, Gora Medea sang. Einen großen persönlichen Erfolg erzielte die Künstlerin 2018 im Haus am Ring als Cassandre in einer neuen Produktion von Berlioz’ Les Troyens. Ihr Repertoire umfasst weiters die Dalila in Samson et Dalila und die Marina im Boris Godunow.
2012 debütierte sie als Dritte Dame der Königin der Nacht in der Zauberflöten-Fortsetzung Das Labyrinth oder Der Kampf mit den Elementen von Emanuel Schikaneder und Peter von Winter bei den Salzburger Festspielen. Die Inszenierung von Alexandra Liedtke wurde im Residenzhof gezeigt. Im Jahr drauf übernahm sie bei den Salzburger Festspielen, nunmehr aber im Großen Festspielhaus, die Magdalene in Stefan Herheims Inszenierung der Meistersinger von Nürnberg. Weitere Gastspiele führten sie als Suzuki nach Maribor, als Principessa di Bouillon (in Adriana Lecouvreur) nach Rijeka und als Czipra (im Zigeunerbaron) zu den Seefestspielen Mörbisch. Im Herbst 2012 unternahm sie eine Europa-Tournee (inklusive CD-Produktion) als Marta in Iolanta an der Seite von Anna Netrebko. Im Juni 2014 debütierte Bohinec als Amneris in einer Premierenproduktion der Aida am Münchner Theater am Gärtnerplatz.
Im Wiener Konzerthaus war Bohinec mit dem Altsolo in Beethovens Neunter unter Philippe Jordan zu hören. Im Jänner 2014 stellte sie sich als Liedersängerin im Wiener Musikverein vor. Des Weiteren ist sie in Konzerten in Slowenien, Kroatien, Italien, Deutschland, Griechenland, England und Russland aufgetreten.

## Auszeichnung
- 2009: 3. Preis und Publikumspreis des Internationalen Hilde-Zadek-Gesangwettbewerbes